# Argentat-sur-Dordogne
Argentat-sur-Dordogne is een gemeente in het Franse departement Corrèze (regio Nouvelle-Aquitaine). De plaats maakt deel uit van het arrondissement Tulle. Argentat-sur-Dordogne is op 1 januari 2017 ontstaan door de fusie van de gemeenten Argentat en Saint-Bazile-de-la-Roche. De gemeente telde 2.857 inwoners op 1 januari 2022.
Argentat was een belangrijke rivierhaven aan de Dordogne. Via de rivier werden houten producten op platbodems naar de streek van Bordeaux vervoerd.

## Geografie
De oppervlakte van Argentat-sur-Dordogne bedroeg op 1 januari 2022 29,57 vierkante kilometer; de bevolkingsdichtheid was toen 96,6 inwoners per km². De Dordogne stroomt door het centrum van Argentat.
De onderstaande kaart toont de ligging van Argentat-sur-Dordogne met de belangrijkste infrastructuur en aangrenzende gemeenten.

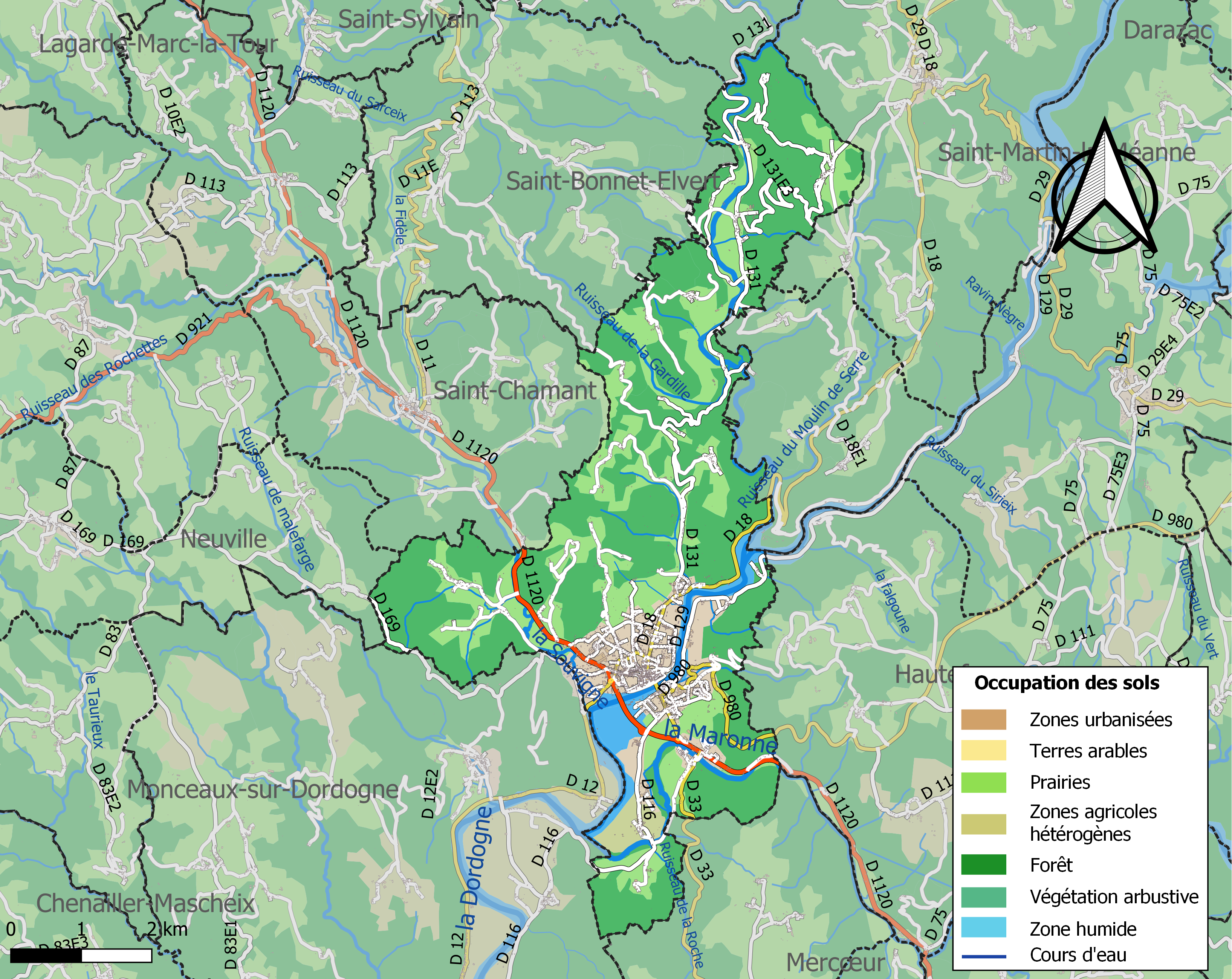